# Cantrellius splendidus
Cantrellius splendidus là một loài ruồi trong họ Tachinidae.